# Basses del Port de Rat
Les basses del Port de Rat sont un ensemble de 3 lacs de montagne situés en Andorre dans la paroisse d'Ordino.

## Toponymie
Le terme catalan bassa (pluriel basses) désigne une mare ou un petit étang qui s'assèche fréquemment en été,. Les basses del Port de Rat sont donc les « mares » du port de Rat.
L'origine du toponyme port de Rat est quant à elle plus discutée. Port est clairement un terme issu du latin portus qui désigne dans les Pyrénées un col de montagne,. Anglada a proposé une origine pré-romane bascoïde à Rat en le faisant dériver de la racine arrate (« col ») ce qui ferait de Port de Rat une tautologie. Joan Coromines propose lui une origine romane, formée sur le latin ratis (« tronc »), ce qui ferait du port de Rat le « col des troncs ».

## Géographie

### Topographie et géologie
Les lacs sont situés au sein du cirque glaciaire d'Arcalís dans la paroisse d'Ordino, au nord ouest de la principauté d'Andorre. Ils s'étalent entre 2 351 et 2 381 mètres d'altitude. Ils sont surplombés par le port de Rat (2 539 mètres), point de passage vers la vallée de Soulcem, marquant également la frontière entre l'Andorre et la France.
Les basses del Port de Rat sont situés sur la chaîne axiale primaire des Pyrénées formée de roches du Paléozoïque. Les roches y sont essentiellement de roches de nature métamorphique avec le schiste au premier plan.
| \| Basses del Port de Rat \|                                |                                                   |
| Basses del Port de Rat sur la carte géologique de l'Andorre | Le cirque d'Arcalís avec le port de Rat au centre |
| Basses del Port de Rat                                      |                                                   |

### Hydrographie
D'une superficie comprise entre 0,1 et 0,6 ha, les lacs déversent leurs eaux dans le riu de la Coma del Forat. Ce dernier appartient au bassin versant de la Valira del Nord qu'il rejoint par l'intermédiaire du riu de Tristaina.
| \| Basses del Port de Rat \|                                                              |                  |
| Position de l'Estany de les Truites sur la carte des bassins hydrographiques de l'Andorre | Riu de Tristaina |
| Basses del Port de Rat                                                                    |                  |